# Anomala rugiclypea
Anomala rugiclypea är en skalbaggsart som beskrevs av Lin 1989. Anomala rugiclypea ingår i släktet Anomala och familjen Rutelidae. Inga underarter finns listade i Catalogue of Life.